# Rita McBride
Rita McBride (Des Moines, 1960) è una scultrice statunitense di installazioni.
È una delle più importanti artiste internazionali. Le sue enormi opere architettoniche, hanno carattere funzionale oltre che decorativo. Il suo complesso lavoro è stato presentato nei tardi anni ottanta in mostre a livello mondiale.

## Biografia
Dopo la laurea con un bachelor sulle arti (BA) presso il Bard College di Annandale-on-Hudson, New York, nel 1982 ha continuato la sua formazione artistica presso il California Institute of the Arts con John Baldessari dove ha conseguito, nel 1987, un Master of Fine Arts (MFA). Dopo aver vissuto a New York, in Portogallo, a Madrid, Roma, Parigi e Berlino, nel periodo 1999-2000 è stata Visiting Professor presso l'Accademia di Belle Arti di Monaco di Baviera e presso l'École nationale supérieure des beaux-arts di Parigi.

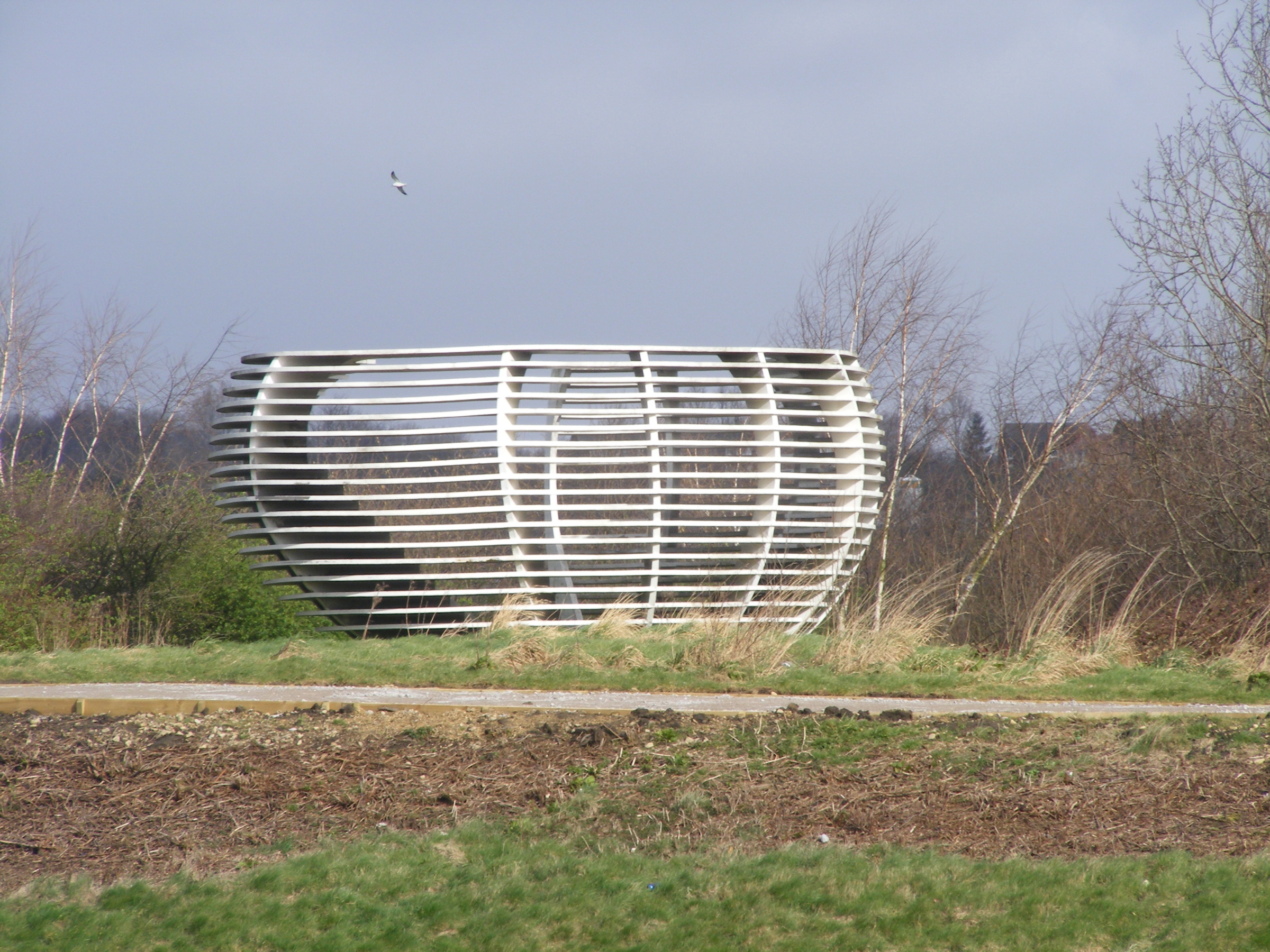
Rita McBride: scultura Arena, (2002)

Le sue sculture sono spesso su un metalivello fra strutture culturali e sociologiche, con riferimento all'architettura e al design.
Dal 2003, la McBride è professore di scultura alla Kunstakademie Düsseldorf.

È sposata con il pittore Glen Rubsamen.

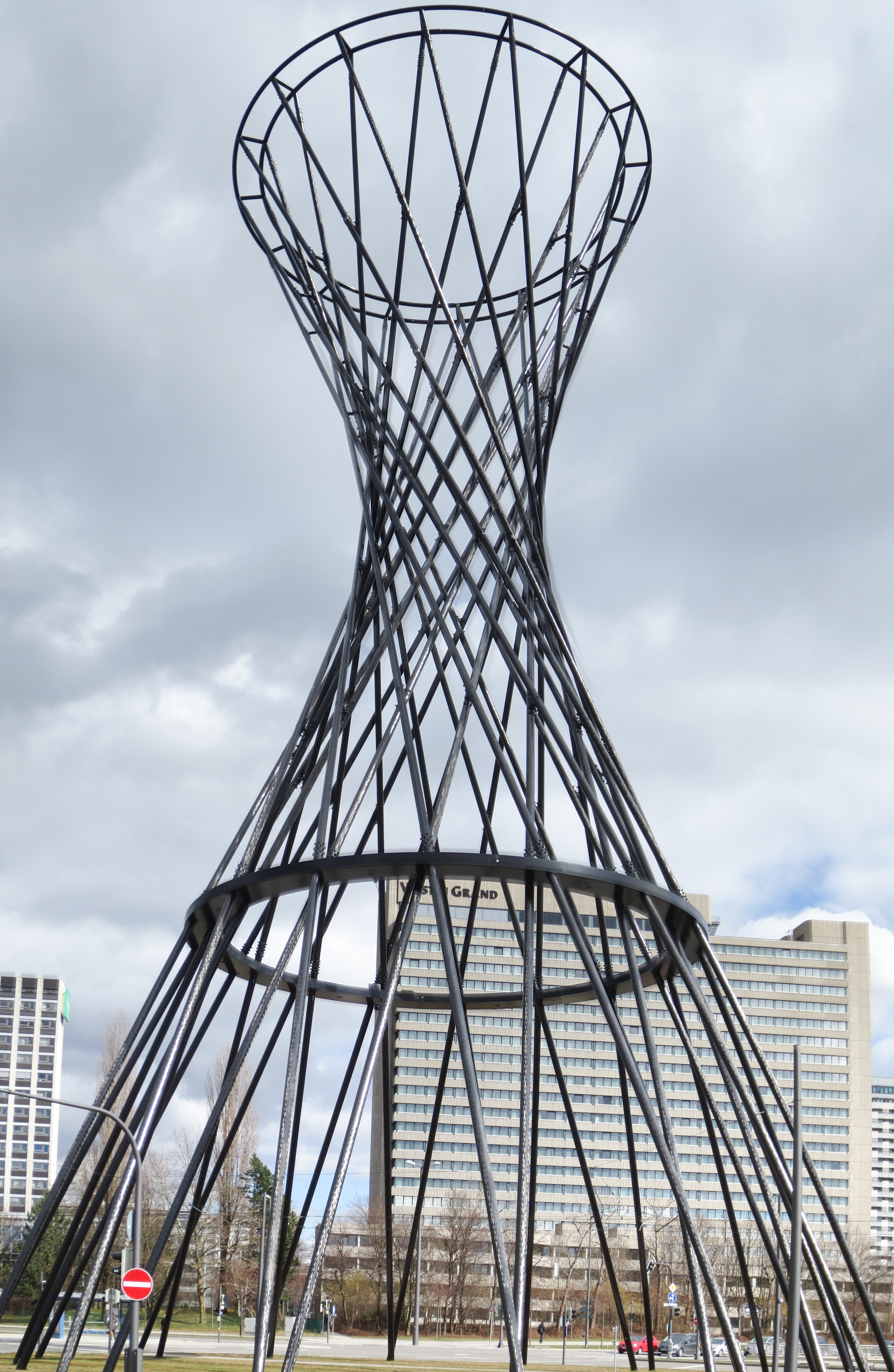
Rita McBride, 2017

## Opere
- 2002: "Arena" a Salford
- 2010: "Mae West" a Monaco di Baviera

## Premi
- 1989: Artist in Residence, Carson City
- 1991-1992 Roma: American Academy in Rome, Roma, E Prize Fellowship in Arti Visive
- 1995: Artist in Residence, Fundació Pilar i Joan Miró, Palma di Maiorca
- Berlino: 1999 DAAD Fellowship
- 2002:
  - Artist in Residence, Agenzia per gli Affari Culturali, Amburgo
  - Guggenheim Fellowship, Team Competition WTC